# 高山社
高山社（たかやましゃ）あるいは養蚕改良高山社（ようさんかいりょうたかやましゃ）は、1884年（明治17年）に設立された養蚕業の研究所・教育機関である。
農事巡回教師の派遣と蚕業学校の展開によって、長五郎が確立した養蚕技法「清温育」の普及に大きく貢献した。清温育をはじめとする、温暖育に由来する技法と、清涼育に由来する技法を組み合わせた「折衷育」は明治中期以降の標準的な養蚕技術であり、その普及の一翼を担った。
高山社は1887年（明治20年）に本部を移転したが、それまで本部となっていたのが長五郎の住宅であり、そこが養蚕技術の研究や伝習の場にもなっていた。その旧宅は高山社跡（たかやましゃあと）として国の史跡に指定されており、世界遺産「富岡製糸場と絹産業遺産群」の構成資産となっている。

## 歴史
創設者の高山長五郎は1855年（安政2年）に本格的に養蚕に乗りだし、1861年（文久元年）に成功したことを契機に、独自の養蚕技法を模索した。
彼の養蚕技法に対して学びたいという者たちが彼のもとを訪れるようになり、1868年（明治元年）から人に教えるようになった。当初は門下生たちに巡回指導をさせていたが、1873年（明治6年）に高山組を組織した。
長五郎が独自の「清温育」を確立したのは、1883年（明治16年）から1884年のこととされている。明治初期に養蚕業で主流となっていた育て方は、島村（現伊勢崎市境島村）の田島弥平が確立した「清涼育」であった。清涼育は、「島村式蚕室」と呼ばれる屋根の上のヤグラを特徴とする蚕室にて、風通しをよくして行われる手法であった。他方で、特に寒冷な地方では火気によって蚕室を暖かくする「温暖育」が行われていた。高山長五郎はそれらを取り入れ、外気の条件に合わせて、風通しと暖気を使い分けて育成する手法を確立したのである。
その清温育の確立とほぼ同じ時期、1884年に高山組は高山社へと発展した。高山社の初代社長には高山長五郎、副社長は息子の武十郎が就任したが、1886年（明治19年）に長五郎は病臥し、死期を悟った。病の床で長五郎は、次期社長には門下の町田菊次郎を据えること、そしてその経営は営利よりも蚕業発展に尽くすことを第一とすべきことを遺言し、その年の12月に没した。
社長を継いだ菊次郎は本部を当時の藤岡町に移転し、清温育の更なる普及に努めた。1901年（明治34年）には私立甲種高山社蚕業学校（養蚕学校）を設立し、各地に分教場が作られていくこととなる。高山社蚕業学校の分教場は1905年（明治38年）の時点で68校を数えた。内訳は群馬県多野郡内に54校、群馬県内の他郡に10校、埼玉県・千葉県に各2校である。入学者は全国にとどまらず、中国、朝鮮半島、台湾などの外地出身者もいた。高山社蚕業学校の卒業生たちは各地の養蚕業において指導的な地位を担い、卒業生には、荒船風穴（2010年に国の史跡に指定）を築いた庭屋千壽もおり、荒船風穴建設に際して庭屋家に指導した専門家には、高山社社長の町田菊次郎が含まれていた。
また、授業員の派遣も全国に対して行い、1907年（明治40年）には、東北地方406人を始め、全国及び外地に765名を派遣していた。高山社は一時、「全国の養蚕の総本山」とすら呼ばれたのである。
しかし、官立の研究・教育機関、大資本等を主体とした蚕糸業研究・教育が本格化し、各種学校が設立されると勢いは衰えた。大正末期になると経営難に陥り、県立移管も模索されたが叶わず、1927年（昭和2年）に廃校となった（在学生は同年開校の群馬県立蚕糸学校に編入）。

## 高山社跡
藤岡市高山には、高山長五郎が清温育の確立に勤しみ、門下生の伝習の場ともなった長五郎の旧宅（住宅兼蚕室）が残る。建造物群は江戸時代末期から明治時代前半に建てられたもので、2階建ての母屋には換気用の天窓が3つ突き出ている。もともと換気用の天窓（ヤグラ）を重視する蚕室構造は田島弥平が清涼育のために開発したものであったが、折衷的な養蚕技法である清温育にとっても換気は重要であり、類似の構造が堅持された。高山社の本部が当時の藤岡町に移転した後は分教場として機能しており、現存する母屋は長五郎の死後、1891年（明治24年）に娘婿が建てたものである。
旧宅には長屋門、桑貯蔵庫、賄小屋なども残っている。その敷地全体が、「我が国近代の養蚕業の発展を理解する上で貴重である」という理由により、2009年（平成21年）7月23日に国の史跡に指定された。指定名称は「高山社跡」である。現在は藤岡市が所有しており、居住者はいない。
富岡製糸場（富岡市）、田島弥平旧宅（伊勢崎市）、荒船風穴（下仁田町）とともに、「富岡製糸場と絹産業遺産群」を構成し、世界遺産に推薦された。史跡指定に先立ち、周辺の地域については藤岡市の景観保護に関する条例が2008年（平成20年）4月から施行されており、これが高山社跡の世界遺産推薦範囲の緩衝地域を構成する。
推薦資産に加えられた理由は、田島弥平旧宅、荒船風穴と共通する優良品種の開発・普及のほか、「清温育」の手法だけでなく、その実施のための蚕室構造も開発したことや、教育機関として養蚕技術普及に果たした役割の大きさである。伝統的な養蚕農家は群馬県内にも重要伝統的建造物群保存地区として選定されている赤岩地区養蚕農家群など、いくつも現存している。しかし、技術革新と普及の観点からは、田島弥平旧宅と高山社が傑出していると判断され、この2件が構成資産に含まれた。
2014年に正式登録された。

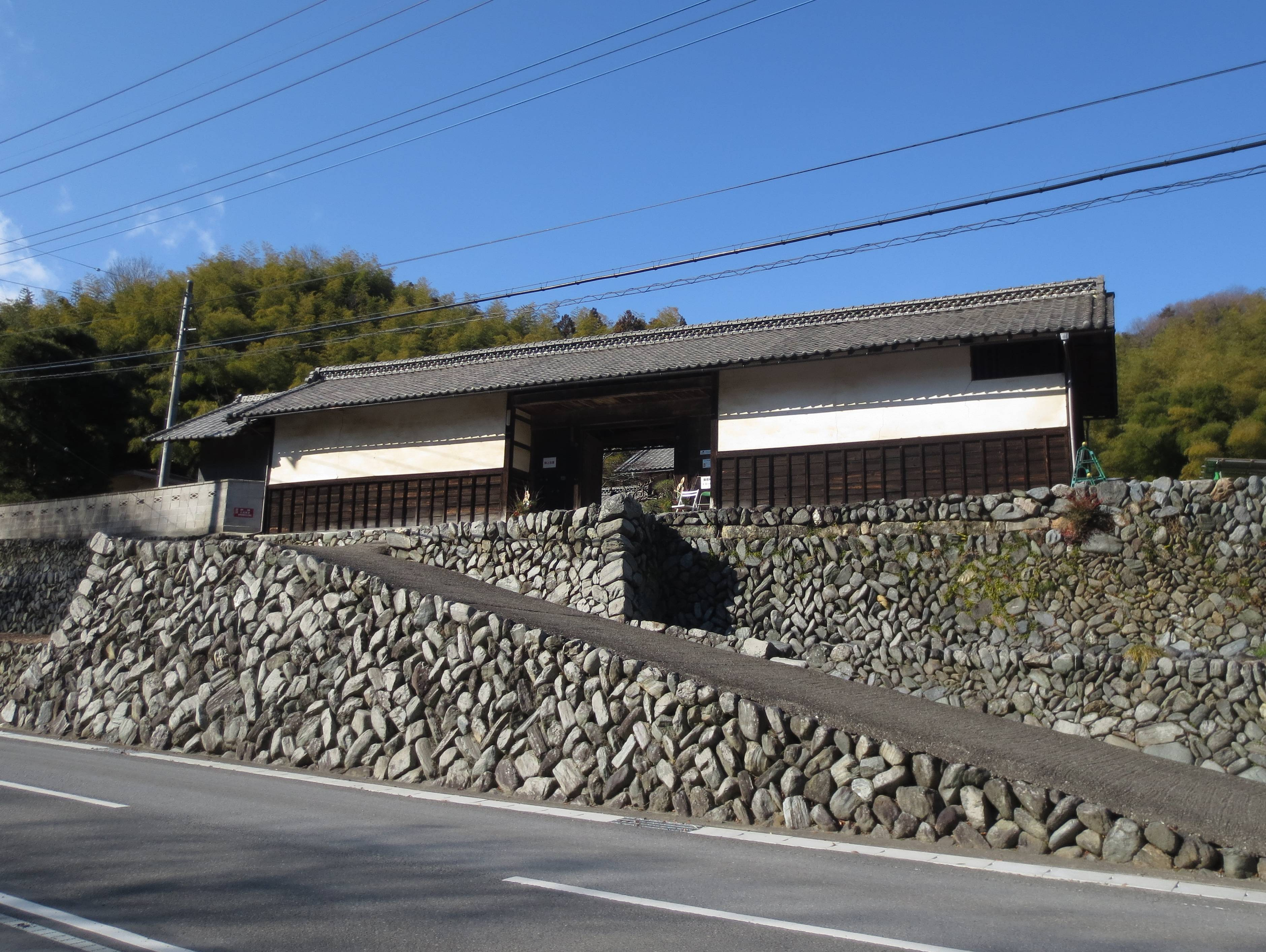
長屋門
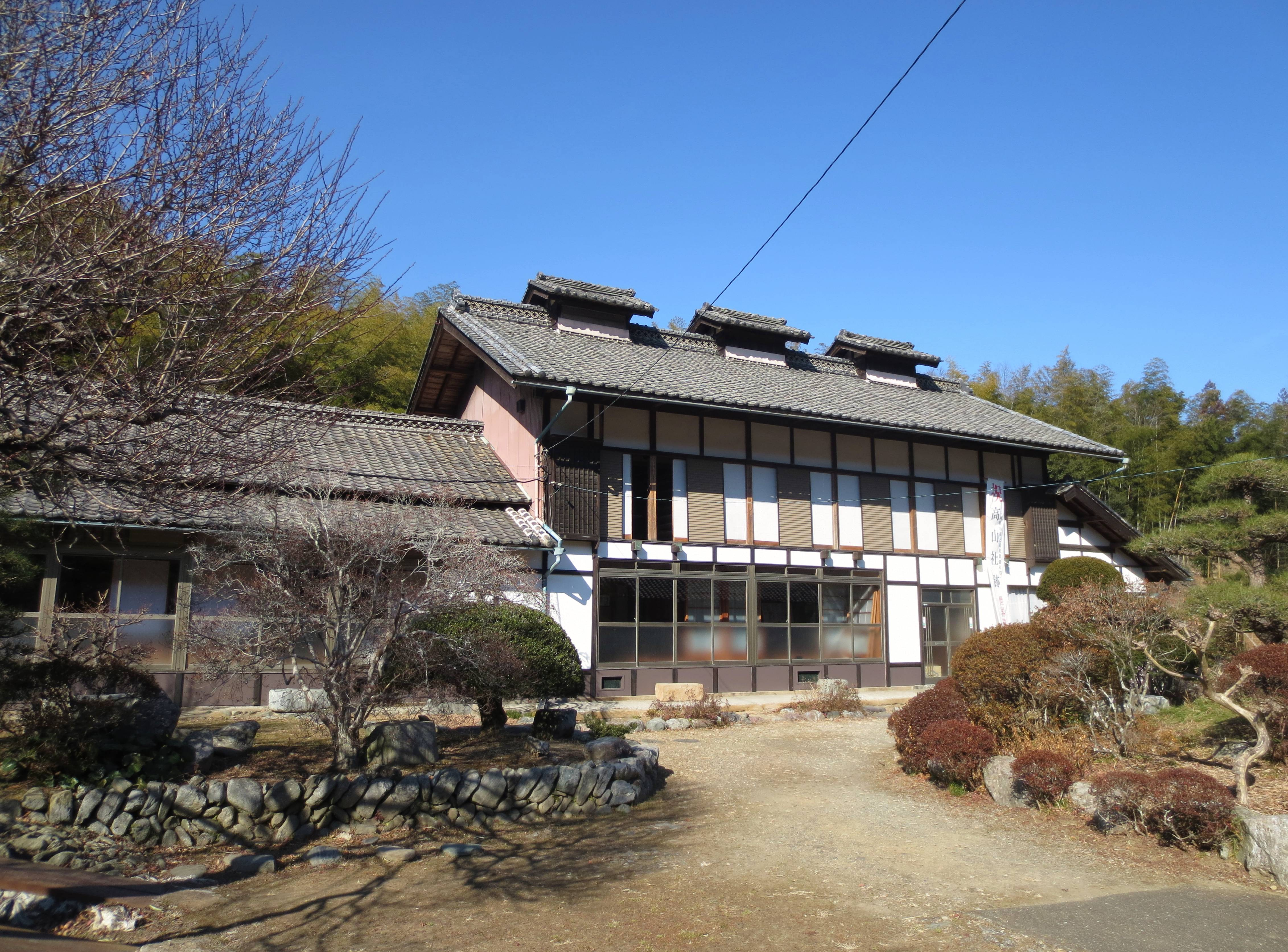
蚕室と庭
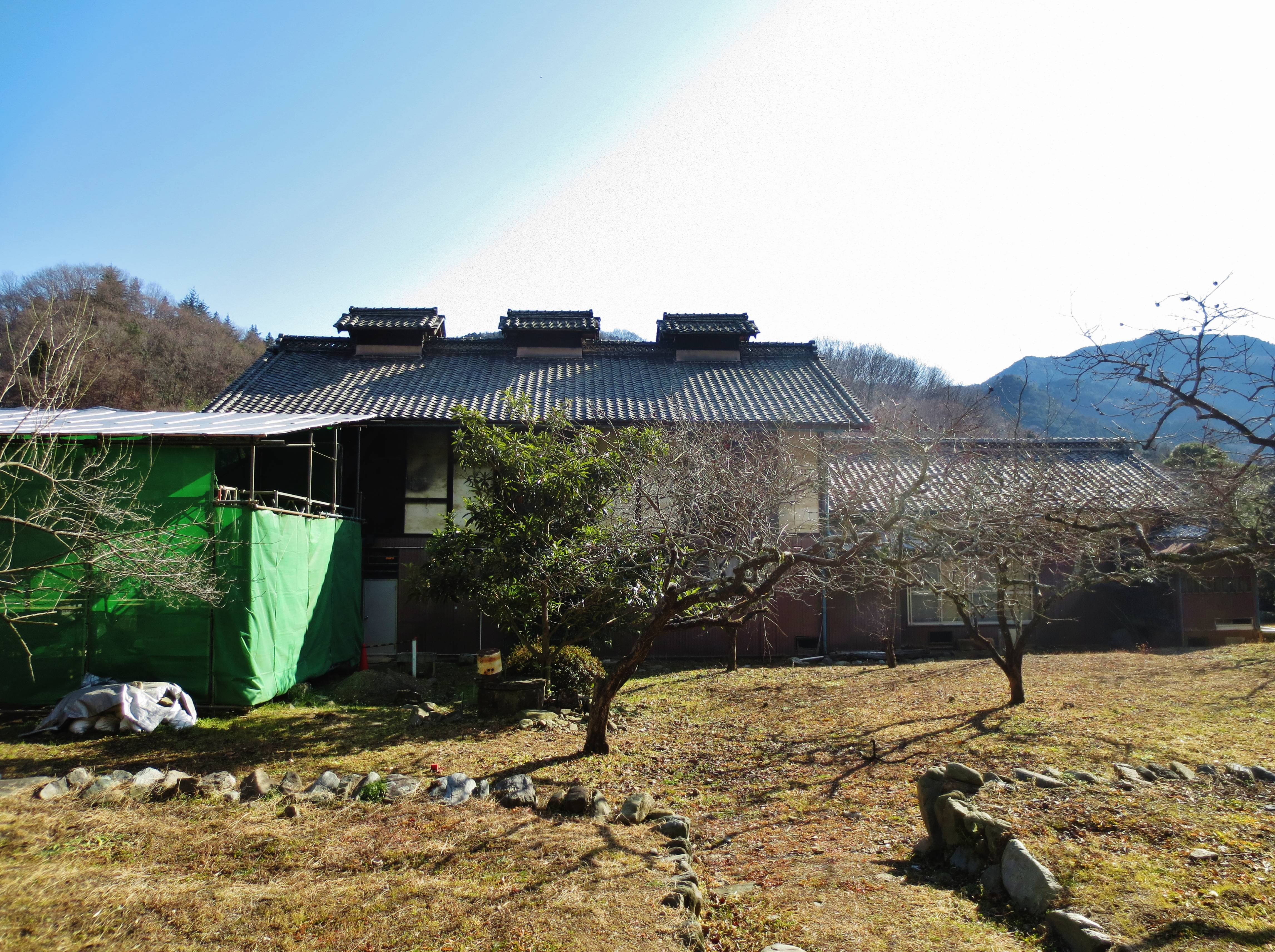
蚕室（山手より）

### 観光
最寄り駅は東日本旅客鉄道（JR東日本）八高線群馬藤岡駅だが、そこからバスで30分ほどかかる。高速道路の場合、最寄のインターチェンジは上信越自動車道藤岡インターチェンジである。
日本政府の推薦書を踏まえたICOMOSの登録勧告書では、年間の観光客数は数百人程度とされていた。しかし、ICOMOSの登録勧告が公表されると、直後のゴールデンウィークには観光客が急増した。2014年4月26日から5月6日の累計訪問者数は3,849人、5月4日には1日で706人が訪れた。
同じ世界遺産推薦物件の田島弥平旧宅は、今も人が住む民家であり、庭先までの見学しかできないのに対し、藤岡市が所有する高山社跡は解説員が常駐し、内部を見学できるようになっている。